# 伊藤義剛
伊藤 義剛（いとう よしたけ、1958年 - ）は、日本の実業家、岩崎電気株式会社代表取締役社長。

## 人物・経歴
1958年5月11日、山口県生まれ。1983年3月、立教大学経済学部卒業。同年4月岩崎電気入社。2006年4月、国内営業事業本部営業統括部長、2007年7月、管理本部経営企画部長、2012年6月、執行役員管理本部長、2015年6月、取締役上席執行役員光応用事業本部長。2016年4月、代表取締役社長。